# Кльоново-Дольне
Кльоново-Дольне (пол. Klonowo Dolne, нім. Nieder Klanau) — село в Польщі, у гміні Пшивідз Ґданського повіту Поморського воєводства.
У 1975-1998 роках село належало до Гданського воєводства.